# The Load
The Load – amerykański zespół rockowy, wykonująca muzykę z pogranicza rocka symfonicznego i progresywnego. Formacja powstała w marcu 1973 roku w mieście Columbus w stanie Ohio i zakończyła swą działalność w 1979 roku w Los Angeles.

## Historia

### Działalność muzyczna zespołu w Columbus iMidwest(1973–1977)
W skład zespołu wchodzili: bracia Sterling Smith (eks-Osiris; minimoog, organy, klawesyn, fortepian) i Tom Smith (perkusja) oraz Dave Hessler (eks-Osiris; gitara dwugryfowa: gitara, gitara basowa). Grający od dziecka na klawesynie S. Smith związany był wcześniej z kilkoma lokalnymi grupami rock and rollowymi, rockowymi  i rhythm and bluesowymi, tj.: The Lowbrows, J. D. Blackfoot, czy The Grayps. Dave Hessler również miał na koncie współpracę z kilkoma lokalnymi grupami R&B, a także grał ze Sterlingiem Smithem w zespołach Osiris (w The Load początkowo grał na basie, a później skonstruował i wykonał gitarę dwugryfową) i The Grayps. Natomiast Tom Smith, współpracował wcześniej z grupą Bob Paas Blues Band i był fanem Roberta Wyatta, perkusisty jazzrockowej formacji Soft Machine. 
Choć muzycy The Load przyznawali się wówczas do fascynacji: Beatlesami, Jimim Hendrixem, Cream, Led Zeppelin, The Who, The Beach Boys i The Crazy World of Arthur Brown. To wykonywana przez nich muzyka o wiele bliższa była dokonaniom takich formacji, jak: The Nice, Emerson, Lake and Palmer, Refugee, czy Trace. 
W maju 1973 roku zespół zarejestrował w Musi Col Studios taśmę demo, co miało umożliwić podpisanie kontraktu nagraniowego z wytwórnią Elektra Records do czego ostatecznie nie doszło.
W maju 1974 roku ukazał się jego singiel, nagrany w macierzystym studiem nagraniowym Owl Recording Studios – singiel z kompozycjami Sterlinga Smitha (on również jest tu autorem tekstów) pt. Now We'll Say We Tried i She Calls My Name; zaś w listopadzie 1976, formacja nagrała swój pierwszy album Praise The Load, będący wypadkową ówczesnych fascynacji muzyków. Jest to amerykańska odmiana rocka progresywnego z domieszką rocka symfonicznego, czyli w przypadku The Load mieszanka muzyki klasycznej, jazz-rocka, a także bluesa i soulu spod znaku Jamesa Browna. Zespół regularnie koncertował z własnym repertuarem w Środkowo-Zachodnich Stanach Zjednoczonych. Ponadto akompaniował podczas koncertów: Ricka Derringera, Boba Segera i The Jaggerz.
Nagrany na przełomie 1976 i 1977 roku, drugi album Load Have Mercy – ukazał się dopiero w 1995 roku nakładem Laser's Edge (tak jak w 1991 roku pierwszy album formacji zatytułowany Praise The Load). Według recenzentki portalu progarchives.com, krążek zawierał materiał jeszcze bardziej osobisty i jeszcze bardziej oddalony od wpływów brytyjskich i innych europejskich grup spod znaku rocka symfonicznego i progresywnego. Do podstawowego zbioru nagrań dołączono Eithel's Lament – utwór, który muzycy zarejestrowali w styczniu 1994 roku (po siedemnastu latach od nagrania płyty Load Have Mercy) w Owl Recording Studios. Kompozycję tę trio z powodzeniem wykonywało na koncertach, lecz nigdy wcześniej nie doczekała się rejestracji studyjnej.

### Rozwój kariery zespołu w Los Angeles (1977–1979)
W lutym 1977 roku zespół przeniósł się do Los Angeles, gdzie współpracował z różnymi wykonawcami, nagrywając m.in. z Dennisem Wilsonem (zarejestrowane przez muzyków wiosną i jesienią 1978 roku utwory, pierwotnie ukazały się w czerwcu 2008 roku, jako bonusy na reedycji albumu Pacific Ocean Blue, zaś w czerwcu 2017 ukazały się z okazji kolejnej edycji imprezy „Record Store Day” w wersji winylowej (2 LP) pt. Bambu (The Caribou Sessions) oraz album w postaci plików cyfrowych mp3 do sprzedaży w internecie), Baronem Stewartem (album Temperature Rising), Brianem Wilsonem i Christine McVie. W lipcu 1977 r. muzycy zostali zaproszeni na przesłuchanie do Nowego Jorku, gdzie próbowali porozumieć się z Meatem Loafem (w towarzystwie Jima Steinmana) w sprawie występu jako support podczas jego trasy koncertowej, promującej jego pełnowymiarowy debiutancki solowy album Bat Out of Hell. Wokalista pragnął ponownie nagrać trzy utwory razem z The Load. Zanim jednak do tego doszło, wydawnictwo Bearsville Records zrezygnowało z jego wydania, odsprzedając prawa wydawnicze innej wytwórni. Po tych rozmowach muzycy powrócili na jakiś czas do rodzinnego Columbus, po czym ponownie udali się do Los Angeles. Gdy problemy Meata Lofa z wytwórnią zostały rozwiązane i ten był gotów zaangażować zespół do wzięcia udziału w swoim tournée. Muzycy tria zaangażowani byli już w inne projekty. 
Sterling Smith w latach 1978–1979 koncertował i nagrywał z The Beach Boys, biorąc udział m.in. w sesji nagraniowej albumu formacji pt. L.A. (Light Album). Dave Hessler również gościnnie występował z zespołem podczas występów otwierających ich trasy koncertowe oraz brał udział wraz z Tomem Smithem w kilku sesjach nagraniowych w Los Angeles. The Load wystąpiło kilkukrotnie w tamtejszym klubie «The Troubadour», po każdym koncercie rozmawiając z przedstawicielami wytwórni płytowych, lecz poza słowami uznania, nie padły propozycje podpisania kontraktu płytowego, gdyż rosła wówczas popularność disco i jednocześnie malało zainteresowanie publiczności rockiem progresywnym. Zespół uległ rozwiązaniu w 1979 roku (w książeczce do płyty Load Have Mercy podano, że w 1980).

### Działalność muzyczna po rozwiązaniu zespołu
Sterling Smith (zmarł 28 lipca 2023 roku na stwardnienie zanikowe boczne) pozostał w Los Angeles i poświęcił się pracy muzyka sesyjnego, a także koncertującego (współpracował m.in. z Randym Meisnerem, duetem Jan and Dean, Steve’em Perrym, Terrym Reidem, Barrym Manilowem, Bonnie Tyler, George’em Bensonem, The Four Tops czy Whitney Houston, a w 1982 wziął udział w sesji nagraniowej albumu Arthura Browna pt. Requiem). Dave Hessler i Tom Smith powrócili do Columbus i byli współzałożycielami popularnego w tamtym regionie zespołu The Danger Brothers, którego żywot trwał ponad trzydzieści lat.

## Dyskografia[2]

### Albumy
- 1976 Praise The Load (LP, Owl Intermedia)
- 1977 Load Have Mercy (materiał niewydany wówczas na longplayu)[9]
- 1991 Praise The Load (CD, Laser's Edge – reedycja)
- 1995 Load Have Mercy (CD, Laser's Edge)

### Single
- 1974 Now We'll Say We Tried / She Calls My Name (SP, Owl Intermedia)[9]